# Ornement (architecture)
Pour les articles homonymes, voir Ornement.

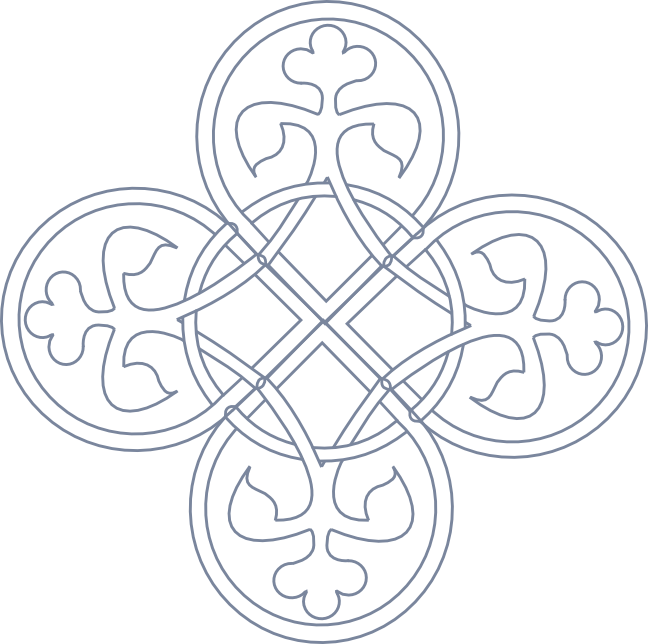
Dessin d'un ornement classique.

En architecture, un ornement est une partie décorative utilisée pour embellir des parties de bâtiment ou de mobilier intérieur, etc. Dans la tradition classique, l'ornement se décline  à partir des ordres d'architecture. Il peut être ciselé dans la pierre, le bois ou un métal précieux, formé avec du plâtre ou de l'argile, ou imprimé sur une surface comme « ornement appliqué ». Une grande variété de styles décoratifs de motifs a été développée pour l'architecture et les arts appliqués dont la céramique, le mobilier, la ferronnerie, l'imprimerie, le verre travaillé et les textiles.
En 1941, dans son essai l'historien de l'architecture Sir John Summerson appelle cela une « modulation de surface ». La décoration et l'ornementation sont patentes aussi loin que l'on puisse remonter dans l'Histoire, allant des grottes ornées du Paléolithique jusqu'à l'apparent manque d'ornementation de l'Architecture moderne du XXe siècle.

## Héritage culturel
Des styles de l'ornementation peuvent être étudiés en référence à la culture spécifique qui développa des formes uniques de décoration, ou modifia des ornements hérités d'autres cultures. La culture de l'Égypte antique est l'une des premières cultures enregistrées ayant ajouté des décorations à ses bâtiments. Ces ornementations s'inspirent de formes issues du monde de la nature sous ces climats, décorant les chapiteaux des colonnes et des murs avec des images de papyrus et de palmiers. La culture de l'Assyrie produisit des ornementations qui montrent l'influence de sources égyptiennes et un nombre de thèmes originaux dont des représentations de plantes et d'animaux de la région.
La civilisation grecque antique créa de nombreuses formes d'ornementations avec des variations régionales des ordres dorique, ionique et corinthien. La Rome antique « latinisa » les formes pures de l'ornementation grecque et les adapta à beaucoup d'autres objets architecturaux.
D'autres styles ornementaux sont associés à ces cultures :
- arabe
- aztèques
- byzantine
- celte
- chinoise
- indienne
- japonaise
- maure
- médiévale
- perse
- pompéienne
- renaissante allemande
- renaissante française
- renaissante italienne
- turque

## Catalogue de motifs

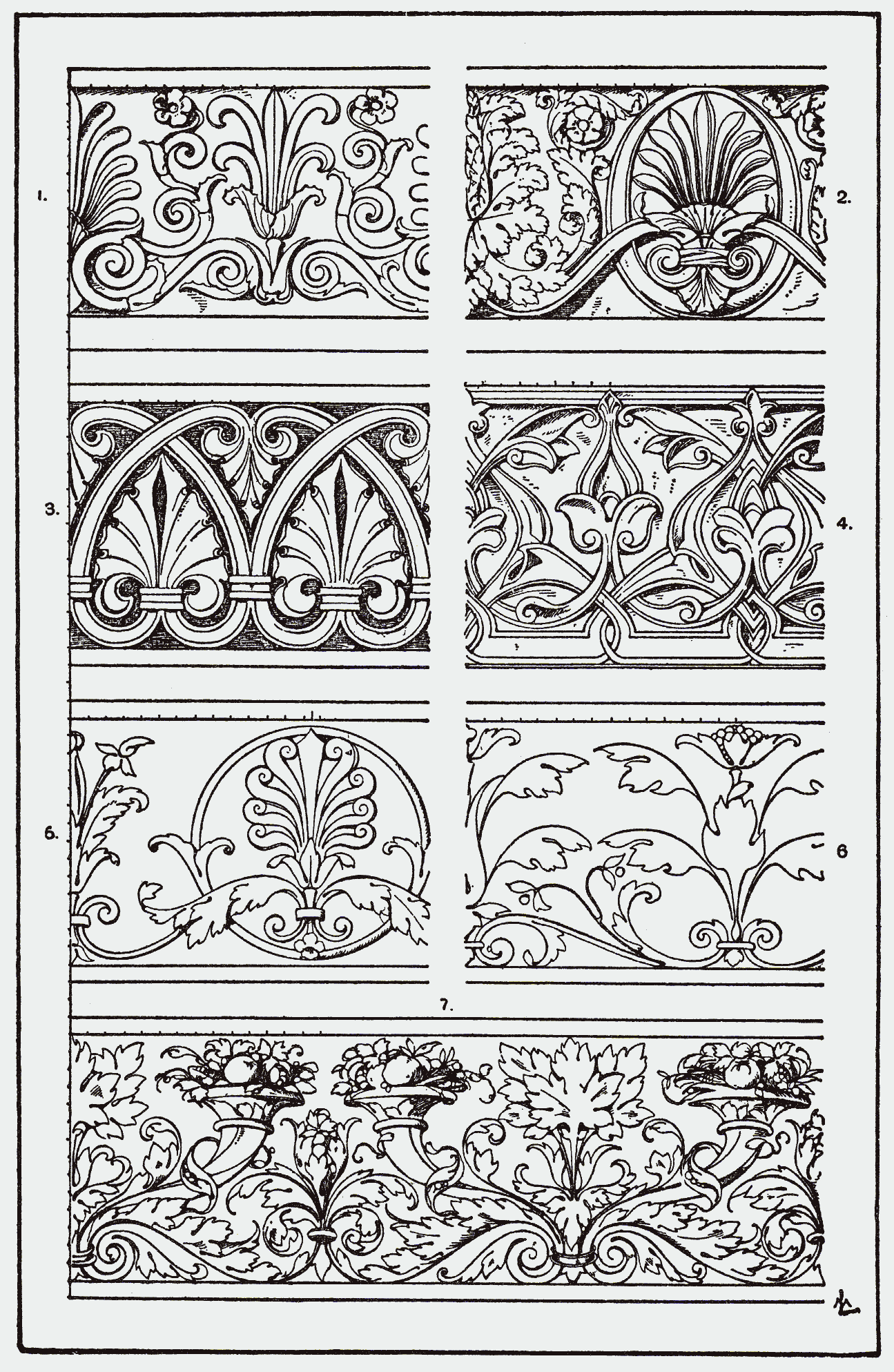
Illustration de Meyer's Ornament.

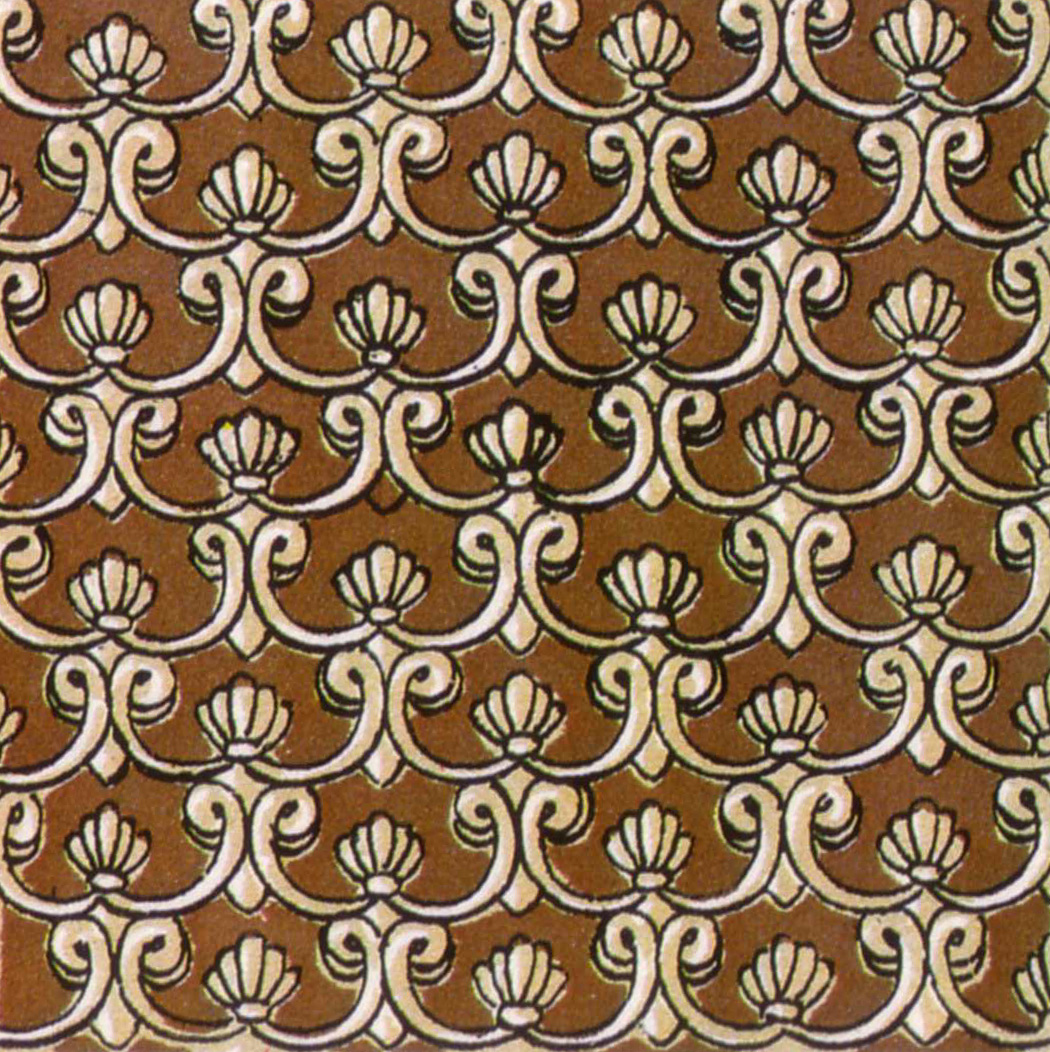
Planche colorée sortie de The Grammar of Ornament.

Du XVe au XIXe siècle, des catalogues de motifs furent édités en Europe donnant accès à des éléments décoratifs collectés à partir d'autres cultures à travers le monde. Napoléon a documenté les grandes pyramides et les temples égyptiens dans sa Description de l'Égypte. Owen Jones publia The Grammar of Ornament, (La Grammaire de l'ornement) en 1856 avec des illustrations en couleur de décorations égyptiennes, turques, siciliennes et espagnoles. Il s'installa dans le palais de l'Alhambra pour exécuter des dessins et des moulages en plâtre de détails ornementaux. L'intérêt envers l'architecture classique était alimenté par la tradition du Grand Tour et de la transcription en littérature de l'œuvre de Vitruve ou de Michel-Ange.
Pendant le XIXe siècle, l'usage acceptable de l'ornement et sa définition précise devinrent la source de controverses esthétiques dans l'architecture académique occidentale, les architectes et leurs critiques recherchant un style approprié. Selon Thomas Leverton Donaldson en 1847 : « La grande question est la suivante : allons-nous avoir une architecture correspondant à notre époque, un style distinct, manifeste et personnel propre au XIXe siècle ? » En 1849, quand Matthew Digby Wyatt visita l'Exposition industrielle sur les Champs-Élysées à Paris, il désapprouva les modalités modernes et voyantes d'ornementations en plâtre imitant le bronze ou le grain du bois :

« Aussi bien à l'intérieur qu'à l'extérieur il y a une bonne répartition de mauvais goût et d'ornementations inutiles […]. Si on avait accordé à chacun de ces simples matériaux la possibilité de raconter sa propre histoire, et si on avait bien disposé l'alignement des constructions de telle sorte qu'il aurait donné un sentiment de grandeur, alors les qualités de “puissance” et de “vérité” garanties nécessairement par cette énorme étendue n'auraient guère pu échouer à susciter l'admiration, tout en faisant de considérables économies. »

Les contacts avec d'autres cultures à travers le colonialisme et les nouvelles découvertes archéologiques ont élargi le répertoire de l'ornementation disponible pour tous les mouvements artistiques nostalgiques.Peu après 1880, la photographie rendit les détails de l'ornementation encore plus largement accessibles que l'imprimerie ne l'avait fait.

## Ornement moderne
L'architecture moderne, qui s'est constituée en fait comme l'élimination de l'ornementation en faveur de structures purement fonctionnelles, posa en fait aux architectes le problème de la décoration des bâtiments modernes. Il y avait deux voies possibles laissées par cette crise qui s'annonçait. Une était d'essayer de concevoir un vocabulaire ornemental qui fût nouveau et essentiellement contemporain. Ce fut la voie empruntée par des architectes comme Louis Sullivan et son disciple Frank Lloyd Wright, ou par Antoni Gaudí. L'Art nouveau, par tous ses excès, fut une volonté d'évoluer vers un vocabulaire ornemental empreint de « nature ».
Une voie plus radicale abandonnait l'utilisation de l'ornementation plaquée, comme dans quelques conceptions d'objets de Christopher Dresser. À cette époque, ces objets dénudés pouvaient être vus comme des produits de consommation courante sans prétention, des céramiques fabriquées à la manufacture Arabia en Finlande par exemple, ou les isolateurs en verre des lignes électriques.
Une approche plus récente fut décrite par l'architecte Adolf Loos dans son manifeste de 1908, au titre polémique, Ornement et Crime, dans lequel il déclarait l'absence de décoration comme étant le signe d'une société avancée. Son argument était que l'ornementation est économiquement inefficace et « moralement dégénérée », et que la diminution de l'ornementation est un signe de progrès. Les Modernes voulaient aller vers ce que l'architecte américain Louis Sullivan, un de leurs parrains, avait prôné par moments, c'est-à-dire une simplification esthétique, renvoyant les nœuds de motifs ornementaux intriqués articulant la peau des structures.
Commencée avec l'avant-garde russe dès le XIXe siècle et le travail de De Stijl, du Bauhaus, de Le Corbusier, dans les années 1920 et 1930, l'absence de détails décoratifs devint la marque de fabrique de l'Architecture moderne et était assimilée aux vertus morales de l'honnêteté, de la simplicité et de la pureté. En 1932, Philip Johnson et Henry-Russell Hitchcock appelèrent cela le « style international ». Ce qui avait commencé comme une affaire de goût se transforma en obligation esthétique. Les Modernes déclarèrent que leur façon de construire était la seule acceptable. Alors que ce style atteignait son apogée dans le très abouti travail d'après-guerre de Mies van der Rohe, les doctrines du modernisme des années 1950 étaient devenues si strictes que même des architectes accomplis comme Edward Durell Stone ou Eero Saarinen pouvaient être ridiculisés et ostracisés pour s'être écartés des règles esthétiques en vigueur.
Au même moment, les lois tacites contre l'ornement commencèrent à être sérieusement remises en question. « L'architecture s'est libérée, avec difficulté, de l'ornement, mais ne s'est pas libérée de la peur de l'ornement », observa Summerson en 1941.
Une raison est sans doute que la différence entre l'ornement et la structure est subtile et peut-être même arbitraire. Les ogives et les arcs-boutants de l'architecture gothique sont ornementaux mais structurellement nécessaires ; le rythme des bandes colorées de gratte-ciel en style international de Pietro Belluschi est intégré — et non pas appliqué — à la structure, mais a certainement un effet ornemental. De plus, les ornements architecturaux peuvent servir de raison pratique établissant une échelle, signalant les entrées ou aidant à s'orienter, et ces tactiques de design utiles furent bannies. Et à partir du milieu des années 1950, des figures emblématiques du modernisme comme Le Corbusier ou Marcel Breuer ont rompu leurs propres règles en produisant une œuvre en béton expressive et sculpturale.
L'argumentation contre l'ornementation atteint un sommet en 1959 avec une polémique sur le Seagram Building, où Mies van der Rohe a installé une série de poutrelles profilées en « I » structurellement inutiles sur la peau du bâtiment, et quand en 1984 quand Philip Johnson produisit son bâtiment AT&T à Manhattan avec son fronton ornemental néo-géorgien en granit rose, la polémique fut réellement finie. Rétrospectivement les critiques ont vu dans le bâtiment AT&T le premier bâtiment postmoderne. Une des conséquences en fut dans les années 1990 le déconstructivisme et a contrario le néo-modernisme.
L'ornementation fit dans le dernier tiers du XXe siècle une réapparition par d'abord l'obligation de communiquer aussi bien dans les édifices publics comme les stations de métro que pour des raisons publicitaires pour des restaurants, hôtels, magasins, etc., avec une architecture éclectique. Elle réexista plus fermement par les muraux peints en façade des différents édifices d'habitation ou de service au XIXe siècle.